# Понедельник — день обычный
«Понедельник — день обычный» — советский двухсерийный художественный фильм, снятый в 1984 году режиссёром Валерианом Квачадзе на киностудии «Грузия-фильм» по заказу Гостелерадио СССР.

## Сюжет
Фильм рассказывает о рабочем дне председателя горисполкома Рамаза Павловича Авалиани, который помогает людям с различными просьбами и спорами, стараясь разрешить все конфликты.

## В ролях
- Тенгиз Арчвадзе — Рамаз Павлович Авалиани
- Марина Джанашия — Марина
- Лали Бадурашвили — Лали
- Тамара Схиртладзе — Венера Хурцидзе
- Михаил Вашадзе — Миминошвили
- Гиви Берикашвили — Абутидзе
- Варлам Николадзе — Кобалава
- Зейнаб Боцвадзе — Сусана Мелитоновна
- Н. Паичадзе — Ната
- Валериан Квачадзе — Мухтар Ибрагиди
- Григол Талаквадзе — Давид Шавлович Голкиели
- Зиновий Гердт — Самуил Яковлевич Фанштейн
- Рамаз Гиоргобиани — Шаламберидзе
- Гия Бадридзе — Симон Георгиевич Давиташвили
- Мераб Тавадзе — Гелашвили
- Теона Чарквиани — Лиа
- Георгий Хобуа — Гия Авазишвили
- В. Николаишвили — Миша Месхи
- А. Геворкян — Гаринча